# Weng Chun
Das Weng Chun Kung Fu (Kantonesisch 永 wing5 „ewig“, 春 ceon1 „Frühling“, 功夫 gung1fu1 „Fähigkeit“) ist eine Kampfkunst aus Südchina, vornehmlich Hongkong. Es gehört neben anderen Kampfkünsten wie Hung Kuen, Tang Lang Quan und Wing Chun (咏春) offiziell zu dem Kulturerbe von Hongkong. Das Weng Chun Kung Fu gehört aufgrund seines Ursprungs aus Südchina zum Nanquan (chinesisch 南拳, Pinyin Nánquán – „südliche Faust“), was ein Sammelbegriff für die chinesischen Kampfkunststile südlich des Jangtse-Flusses ist. Nach eigener mündlicher Überlieferung liegen die Ursprünge des Weng Chun Kung Fu in den Shaolin-Tempeln Südchinas.

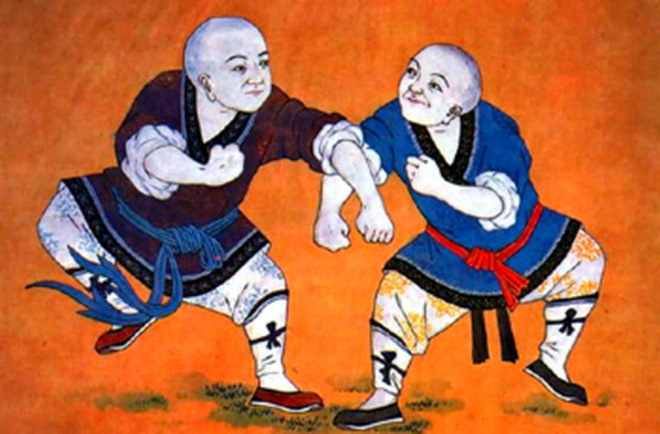
Shaolin-Mönche beim Training, Malerei vermutlich aus der Qing-Dynastie.

## Übertragungen der Schriftzeichen 永春 in die lateinische Schrift,Abgrenzung zum 咏春 (Wing Chun Kung Fu)
Im Kantonesischen werden die Schriftzeichen 永 (wing5 im Jyutping-System) und 咏 (wing6 im Jyutping-System) sehr ähnlich ausgesprochen. Für Menschen, die kein Kantonesisch sprechen, ist der leichte Unterschied in der Aussprache kaum wahrzunehmen. Das Schriftzeichen 咏 wird dem Kung-Fu-Stil Wing Chun (咏春) zugeordnet, was in etwa „Frühlingslied“ bedeutet. Im Hochchinesischen wird für die Schriftzeichen 永 und 咏 sogar die identische Aussprache Yǒng (yong3 im Pinyin-System) verwendet; es sind also Homophone.
Weng Chun und Wing Chun werden allerdings als zwei unterschiedliche Kung-Fu-Stile in der englischen Version der offiziellen Liste des kulturellen Erbes von Hongkong aufgezählt. Die Übertragung „Weng Chun“ ist also auch in Hongkong verbreitet, da sie eine Abgrenzung zum Wing Chun gemäß der unterschiedlichen Schriftzeichen erleichtert.
Ebenfalls wird in der Kampfkunstliteratur mehrheitlich davon ausgegangen, dass Weng Chun und Wing Chun unterschiedliche Stile sind.
In einem Interview von 1972 mit dem New Martial Hero, einem chinesischen Kampfkunst-Journal, bestätigte der bekannte Großmeister des Wing Chun, Yip Man, dass Weng Chun und Wing Chun gemäß den unterschiedlichen Schriftzeichen trotz ähnlicher Aussprache als unterschiedliche Stile aufgefasst werden müssen.
Das Weng Chun ähnelt dabei nicht so sehr dem Wing Chun, sondern eher dem Hung Kuen, welches auch als Hung Gar Kung Fu bezeichnet wird.
Manchmal wird das Weng Chun in der Fachliteratur auch als Chi Sim Wing Chun oder Siu Lam Wing Chun bezeichnet. Hier bezieht man sich auf die Legende des buddhistischen Mönchs Chi Sim aus dem Siu Lam-Tempel  (besser bekannt unter der Übertragung der Schriftzeichen 少林 in der Mandarin-Aussprache als „Shaolin“), welcher allerdings als wichtiger Vorvater mehrerer Kung-Fu-Stile gilt. Zu diesen gehört das Weng Chun (Jee Shim Wing Chun in), das Hung Kuen und das Wing Chun.

## Geschichte des Weng Chun
Ein wichtiger und geschichtlich vergleichsweise gut dokumentierter Weng-Chun-Großmeister der Neuzeit ist Chu Chung-man.
Er wurde Anfang des 20. Jahrhunderts in Foshan geboren und hatte bei Lehrern verschiedener Kung-Fu-Stile viele Jahre Unterricht, darunter auch das Weng Chun Kung Fu. Chu Chung-man war überdies ein guter Freund von Yip Man.
Chu Chung-man war während des Zweiten Weltkrieges als praktizierender Arzt in Macau tätig, ab 1953 als Arzt in einem Krankenhaus in Hongkong. Er gilt als Schüler der fünften Generation des Weng Chun Kung Fu nach dem oben genannten Mönch Chi Sim.

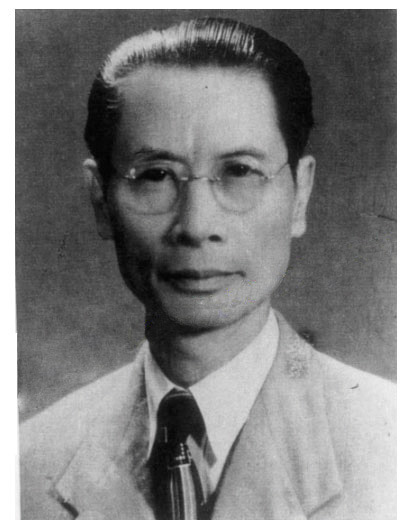
Großmeister Chu Chung-man

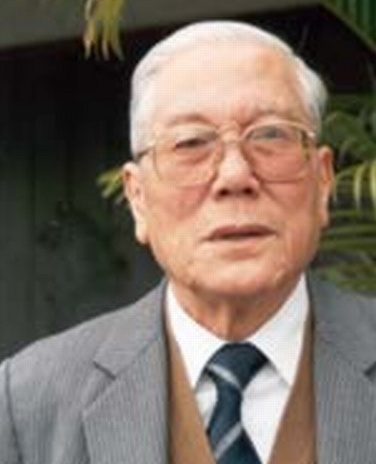
Großmeister Wai Yan

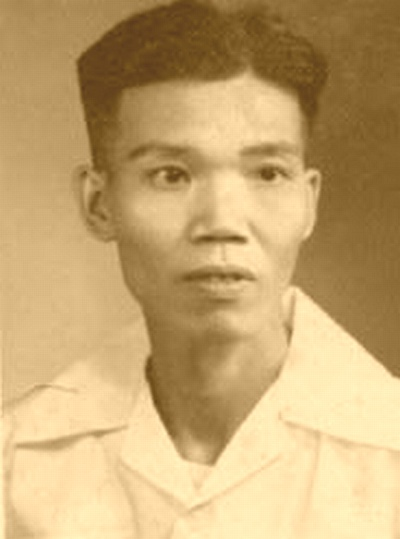
Großmeister Tang Yik

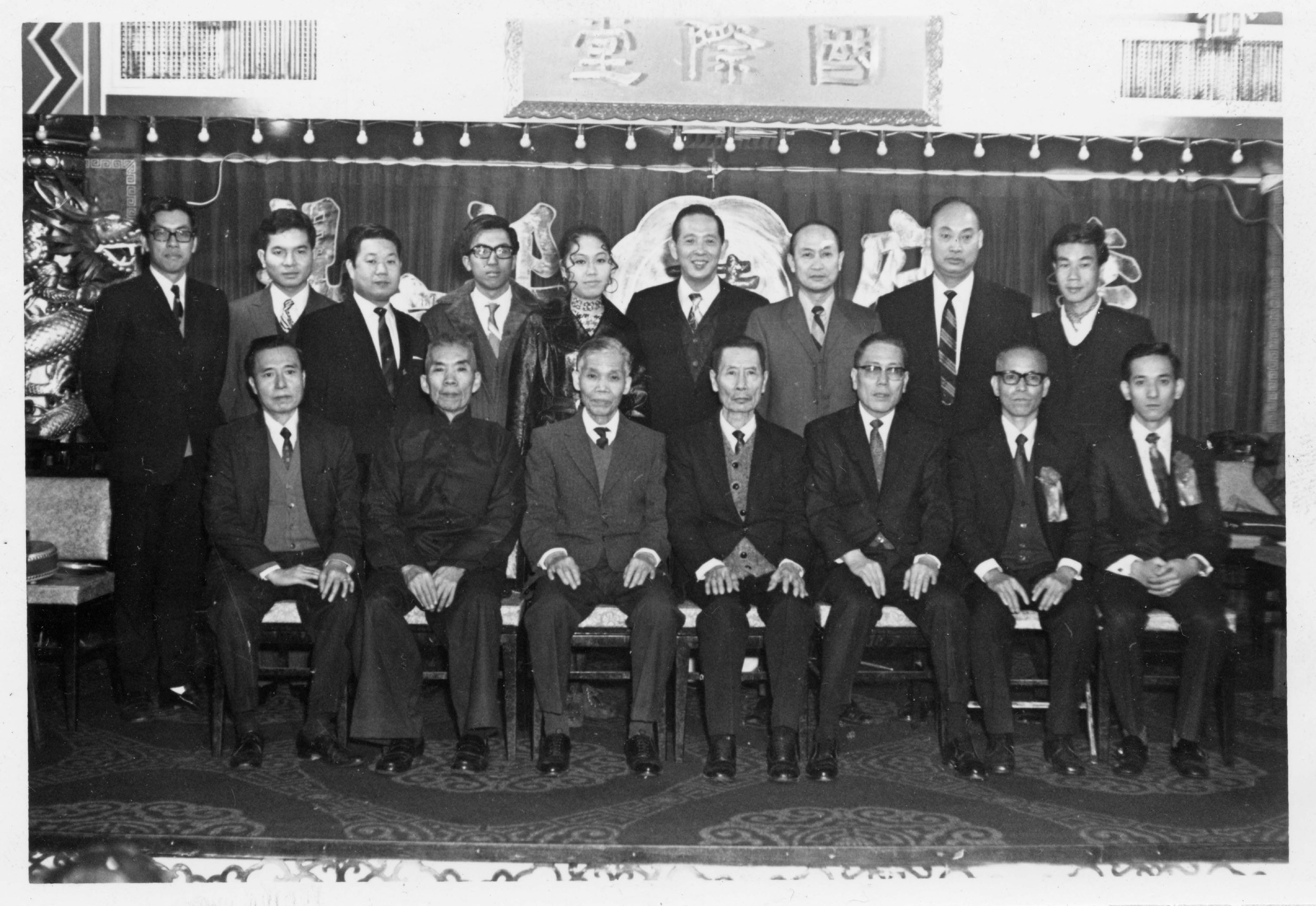
Die Großmeister des Weng Chun im Dai-Tak-Lan-Zentrum. Tang Yik, Chu Chung-man und Wai Yan in der zweiten Reihe, 3., 4. und 5 v. l.

Als Chu Chung-man 1953 nach Hongkong zog, traf er auf weitere Großmeister des Weng Chun Kung Fu, die vergleichsweise viele Schüler unterrichteten, darunter auch Großmeister Tang Yik und Wai Yan. Wai Yan war der Geschäftsführer eines Geflügelgroßhandels in Kowloon und funktionierte das Warenhaus zeitweise in eine Trainingshalle um, in welcher sich die Weng Chun Großmeister lange Zeit zum Austausch trafen. Der Name des Großhandels Dai Tak Lan war auch der Name für die Trainingshalle, welche eine gewisse Bedeutung für das Weng Chun Kung Fu in der Nachkriegszeit erlangen sollte.
Die Großmeister selbst und ihre Nachfahren hatten und haben diverse Schüler, die nicht aus China stammten. Diese haben das Weng Chun Kung Fu auch außerhalb Chinas bekannt gemacht und diverse Kampfsportschulen und Verbände gegründet. Wie auch beim Wing Chun Kung Fu führten markenrechtliche Aspekte zu unterschiedlichen Namen für die Schulen.
Hinzu kommt auch noch, dass die Großmeister des Dai Tak Lan Zentrums im Rahmen ihrer Familientradition stets leicht unterschiedliche Varianten des Weng Chun Kung Fu lehrten.
Dennoch beziehen sich alle der genannten Schulen nach eigenen Angaben auf das Dai Tak Lan Zentrum und die Familien der Großmeister, insbesondere von Wai Yan, Tang Yik und Chu Chung-man.

## Prinzipien des Weng Chun
Ein wesentliches Konzept des Weng Chun Kung Fu ist das Fehlen jeglicher Bevorzugung der Kampfdistanzen. Schläge und Tritte mit Hand, Fuß, Ellenbogen, Knie und Schulter gehen nahtlos über in Würfe, Hebel und Würgegriffe, welche in manchen Schulen auch im Bodenkampf weitergeführt werden. Darüber hinaus gibt es beim Weng Chun bestimmte Prinzipien für den Kampf, die dazu dienen, schnell und taktisch reagieren zu können. Hier die sieben wichtigsten Prinzipien des Weng Chun Kung Fu:
1. Prinzip Tai (nach oben ausheben):

Die Balance des Gegners durch Ausheben nach oben brechen.
2. Prinzip Got (nach unten schneiden):

Die Kraft des Gegners bei einer Attacke nach unten schneiden.
3. Prinzip Waan (seitliches Kreisen):

Die Kraft des Gegners nutzen, um ihn aus der Balance zu bringen. Übt der Gegner Druck aus, wird der Winkel zum Gegner geändert. Damit geht ein Angriff ins Leere, oder der Gegner läuft in eine Gegenattacke hinein.
4. Prinzip Kit (gegnerischen Raum einnehmen):

Abwehr einer Attacke, Einstieg in die Deckung des Gegners.
5. Prinzip Lan (eigenen Raum schaffen):

Den Gegner verriegeln, um eigenen Raum zu schaffen oder zu erhalten.
6. Prinzip Dim (etwa „zielen“, „Aufmerksamkeit lenken“):

Den Gegner durch einen schnellen, konzentrierten Angriff schockieren und verunsichern.
7. Prinzip Lau (fließen):

Im Weng Chun auch das „halbe Prinzip“ genannt, macht es die Hälfte des Weng Chun Kung Fu aus: Den Fluss der eigenen Aktionen aufrechterhalten, den Fluss des Gegners zerstören. Der Kämpfer fließt kontinuierlich wie Wasser in die Lücken der gegnerischen Deckung.

## Das Konzept des Kiu Sao
Im Weng Chun gibt es das Konzept der „Brücken zum Gegner“, welches als Kiu Sao (etwa „Brücken-Hände“) beschrieben wird.
Es hat eine gewisse Ähnlichkeit zu dem Chi Sao („Klebende Hände“) des Wing Chun, beziehungsweise zu dem Tuishou („Schiebende Hände“) des Taijiquan (westl. Tai Chi) und zu dem Kakie (ebenfalls „klebende Hände“) des Gōjū-Ryū Karate.
Allen vier oben genannten Konzepten gemein ist das Training der taktilen Fähigkeiten, die ein Ertasten und Vorhersagen der Aktionen des Gegners durch Körperkontakt ermöglicht.